# Azarski jezik
Azarski jezik (perz. آذری; Āḏarī, [ɑːzæri], arap. al-āḏarīya‎, azer. Azəri, poznat i kao Adarski tj. Adari) spada u iransku jezičnu porodicu, a njime su se služili Azeri iz iranskog Azarbajdžana sve do sredine 2. tisućljeća kada je završen proces turkizacije. Zbog toga se danas azarski smatra izumrlim jezikom, no zapravo se razvio u moderni azerski jezik koji se kategorizira pod turkijske jezike. 

## Kratka usporedna tablica
| azarski | zazaki | perzijski | kurdski | hrvatski |
| ------- | ------ | --------- | ------- | -------- |
| berz    | berz   | boland    | berz    | visok    |
| herz    | erz    | hêl       | hil     | dati     |
| sor     | ser    | sal       | sal     | godina   |
| dêl     | zerri  | dêl       | dil     | srce     |
| hre     | hire   | se        | sê      | tri      |
| des     | des    | dah       | deh     | deset    |

## Poveznice
- Azerski jezik